# Vissac-Auteyrac
Vissac-Auteyrac è un comune francese di 341 abitanti situato nel dipartimento dell'Alta Loira della regione dell'Alvernia-Rodano-Alpi.

## Società

### Evoluzione demografica
Abitanti censiti